# امبوی (مینه‌سوتا)
امبوی، مینه‌سوتا (به انگلیسی: Amboy, Minnesota) یک شهر در ایالات متحده آمریکا است که در مینه‌سوتا واقع شده‌است.

## خصوصیات
امبوی ۰٫۸۰ کیلومترمربع مساحت و ۵۳۴ نفر جمعیت دارد و ۳۱۷ متر بالاتر از سطح دریا واقع شده‌است.